# Rachel Khedoori
Rachel Khedoori (* 20. November 1964 in Sydney, Australien) ist eine australisch-US-amerikanische, in Los Angeles lebende Künstlerin irakisch-jüdischer Herkunft. Sie ist vor allem für ihre gemischte Nutzung von Skulptur, Film und Architektur bekannt.

## Biographie
Khedoori wurde in Sydney geboren und wuchs in Australien auf. Sie ist die Zwillingsschwester der Künstlerin Toba Khedoori und die Witwe des Künstlers Jason Rhoades.
Khedoori erhielt 1988 ihren Bachelor of Fine Arts vom San Francisco Art Institute (1984–1988) und ihren Master of Fine Arts im Jahr 1994 von der University of California in Los Angeles. 1996 war sie Gastprofessorin an der Kunstakademie in Malmö, Schweden. Khedoori begann 1994 mit der Ausstellung einer gemeinsamen Debüt-Show mit ihrer Schwester Toba Khedoori. Ihre erste europäische institutionelle Einzelausstellung, die auch international an Aufmerksamkeit gewann, fand 2001 in der Kunsthalle Basel und im Kunstverein Braunschweig statt. Ihre Ausstellung in Basel bezog sich auf Filme, die auf zwei- und dreidimensionale Objekte projiziert wurden. Rachels Arbeit verbindet das Leben und den abstrakten Gebrauch von Film, Skulptur und Architektur. Der Ausstellungsbesucher, der sich im Raum bewegt, wird zum Teil ihrer Arbeiten, die Zwei- und Dreidimensionales, Gelebtes und Erträumtes sowie Gesehenes und Gehörtes miteinander verweben.
Khedoori lebt und arbeitet seit 1990 in Los Angeles, Kalifornien.